# Victor Scoradeț

Victor Scoradeț

Victor Scoradeț (n. 27 martie 1953, Strehaia) este un traducător din limba germană și om de teatru din România. 

## Biografie
A urmat cursurile unei școli cu predare în limba germană din București, după care au urmat studii universitare de germanistică și anglistică, încheiate în anul 1976.
După încheierea studiilor, Victor Scoradeț a fost repartizat ca profesor la școala din comuna Doicești, unde a profesat timp de cinci ani.
Aflând întâmplător că ziarul Neuer Weg este în căutare de colaboratori, a profitat de ocazie și a părăsit postul de profesor. În timpul activității sale de redactor la Neuer Weg, a făcut cunoștință cu publicația germană de specialitate Theater heute (Teatrul azi), fapt care i-a trezit interesul pentru teatru.
În 1990, Scoradeț a trecut la revista lunară Neue Literatur, publicație editată de Uniunea Scriitorilor din România, iar după doi ani a trecut la revista culturală Contemporanul. Peste alți doi ani a devenit directorul departamentului de Programe și proiecte al Uniunii Teatrale din România (UNITER), post pe care l-a deținut până în anul 2000.
A devenit consultant artistic la Teatrul Tineretului din Piatra Neamț și a preluat coordonarea Festivalului Internațional de Teatru organizat acolo.
In decembrie 2004 infiinteaza Teatrul ARCA din clubul La Scena, teatru care a produs si gazduit productii independente de-a lungul anilor
În paralel, a tradus din numeroși autori germani, atât texte beletristice, cât și piese de teatru: Hans Magnus Enzensberger, Martin Walser și Peter Weiss, dar și din Friedrich Nietzsche, Botho Strauss, Bertolt Brecht, Heiner Müller, Arthur Schnitzler, George Tabori, Frank Wedekind, Urs Widmer și Tankred Dorst.
Într-un interviu, Victor Scoradeț declara: ca să traduc cincizeci și ceva de piese din Germania, Elveția și Austria, am citit probabil câteva mii de texte scrise jucate în acele țări, inclusiv RDG, până la un moment dat.

## Distincții
- Medalia Goethe, în august 2009, pentru traducerile de piese de teatru contemporan din limba germană și pentru implicarea sa în montarea acestora în România.[3]
- Crucea de merit cu bandă în ordin de Cavaler al Ordinului de Merit al Republicii Federale Germania, 2014
- Premiul UNITER pentru cel mai bun critic al anului, 1994